# Chong Chon Gang
Chong Chon Gang, Chong Chongang (хангыль 청천강호, ханча 淸川江號, «Чонг Чон Ганг, Чхончхонган») — транспортное судно (сухогруз, балкер), принадлежащее Северной Корее. Известно тем, что 15 июля 2013 было задержано в терминале Мансанильо порта Колон (Панама) при попытке нелегальной транспортировки оружия с Кубы в Северную Корею через Панамский канал. Согласно международным санкциям Совета безопасности ООН, с 2006 осуществляется международное эмбарго на торговлю оружием с КНДР.

## Краткая предыстория
Корабль был построен в 1977 в Нампхо, его владельцем указана компания «Chongchongang Cargo» (Пхеньян).
В 2001 году судно вошло в территориальные воды Южной Кореи без разрешения.
В 2009 году судно было атаковано пиратами в 400 морских милях от берега Сомали.
В 2010 году судно было задержано на Украине местными властями. На борту были обнаружены наркотики и боеприпасы для стрелкового оружия.

## Последний рейс
Согласно данным международной глобальной информационной морской службы Lloyd's List Intelligence, «Чонг Чон Ганг» вышел 12 апреля 2013 из российского порта Восточный в бухте Находке и пересёк Тихий океан. 31 мая «Чонг Чон Ганг» отметился при входе в Панамский канал в тихоокеанском порту Бальбоа, где в качестве пункта назначения указал Кубу.
Затем, после прохождения судна через канал в Карибское море, на корабле была отключила система автоматической идентификации и отслеживания судов (АИС), что, как отметили многие эксперты, выглядело крайне подозрительно. Через 40 (чего?) корабль снова появился на радарах АИС. 10 июля 2013 на обратном пути из Кубы судно прибыло в международный терминал Мансанильо порта Колон. В документах корабля в качестве груза был указан «сахар». Однако министр безопасности Панамы Хосе Рауль Мулино приказал чиновникам обследовать груз судна, в связи с подозрением в перевозке судном наркотиков.
После нескольких дней проволочек со стороны экипажа, 15 июля корабль был досмотрен. В результате досмотра первых двух из пяти отсеков корабля среди 250000 мешков коричневого сахара был обнаружен тайник-контейнер со спрятанным незадекларированным грузом явно военного назначения. В частности, как впоследствии определили военные аналитики компании IHS Jane, на борту судна оказались радарные установки для зенитных ракет С-75 «Двина» и «Печора», станция Наведения Ракет СНР-75 'Fan Song' и другие узлы и материалы ПВО.
Во время досмотра экипаж судна оказал активное сопротивление панамским служащим, всячески саботировав досмотр. Министр безопасности Панамы Хосе Рауль Мулино сказал журналистам, что именно «нервная и бурная реакция капитана и команды» на досмотр усилила подозрения панамских таможенников, он также определил действия команды как «насильственные». В частности, команда перерезала кабеля подъёмных кранов, так что разгружать мешки с сахаром пришлось вручную. Экипаж также отказался поднять якорь корабля, заставив панамские власти обрезать якорь, для того чтобы переместить корабль (в акватории порта). У капитана судна случился сердечный приступ, затем он попытался покончить с собой (перерезать себе ножом горло). Члены экипажа были арестованы панамскими властями и подвержнены допросу, а капитан помещён в больницу. Его состояние, как сообщалось, стабильное.

## Комментарии сторон
- Панама: Президент Панамы Рикардо Мартинелли сообщил о задержании судна в Твиттере[5]. По его словам, изначально судно было остановлено по подозрению в том, что на нём везут наркотики, но в ходе обыска панамские власти нашли спрятанный незадекларированный груз, который, как они подозревают, является сложным и современным ракетным оборудованием.
- КНДР: Северная Корея происшествие никак не прокомментировала.
- Куба: Власти Кубы заявили, что «устаревшее оружие» было отправлено кораблем в Северную Корею «для ремонта». Оно включало две зенитные ракетные батареи, девять ракет ПВО в разобранном виде, два истребителя МиГ-21 и 15 двигателей к ним. Всё это оружие советского производства, созданное в середине ХХ-го века. В заявлении МИД Кубы также высказывалась её «неуклонная приверженность миру, разоружению, в том числе ядерному разоружению, а также уважению к международным законам».
- ООН: Пресс-секретарь генерального секретаря ООН Морана Сонг сказал: «Если подтвердится, что судно перевозило оружие и имущество, и что груз был частью покупки или продажи для КНДР или из КНДР, то нарушением санкций ООН в отношении этой страны действительно имело место». «Мы внимательно следим за событиями» — заявил Жак Флайс, представитель главы комитета по санкциям ООН против КНДР и одновременно главы Экономического и Социального Совета ООН Сильвии Лукас[4].

## Дальнейшие события
- Панамские власти заявили, что для экспертизы находки на борту судна понадобится неделя.
- Согласно заявлению МИД Кубы на борту судна находилось «240 тонн устаревшего оружия, которое носит оборонительный характер: два противовоздушных ракетных комплекса, девять ракет, разобранных на запчасти, два истребителя МИГ-21-бис и двигатели для МИГ-15». По утверждению Гаваны, всё это было произведено в середине XX века и было отправлено в КНДР «для починки и последующего возвращения на Кубу»[6].
- В Панаму для решения вопроса на месте были отправлены два высокопоставленных северокорейских функционера с дипломатическим статусом. Как подтвердил министр иностранных дел Панамы Фернандо Нуньес Фабрегас, дипломаты получат доступ на корабль[7].
- Меж тем МИД КНДР в среду 17 июля 2013 вечером сделало официальное заявление, согласно которому в панамском порту «произошел аномальный случай … задержание и досмотр корабля под предлогом о подозрении в „транспортировке наркотиков“ есть фикция.
Панамские власти опрометчиво атаковали и задержали капитана и членов экипажа… Они обыскали груз, но не обнаружили наркотики. Тем не менее, они оправдывают свои насильственные действия, связывая вопрос с грузом другого вида на борту корабля.
Этот груз не что иное, как старое оружия, которое должно быть отправлено обратно на Кубу после капитального ремонта и в соответствии с законным контрактом. Панамские власти должны незамедлительно отпустить корабль и членов его экипажа»[8].
- В связи с этим заявлением МИД КНДР Панама аннулировала дипломатические визы ранее оформленные для двух северокорейских посланников[9].
- Панама запросила помощь у миссии ООН[10]. В Панаме собираются передать арестованное судно под ответственность Совета Безопасности ООН[11].

## Интересный факт
В начале июля 2013 северокорейское агентство новостей опубликовало короткое сообщение о визите на Кубу военной делегации КНДР во главе с начальником Генерального штаба Народной армии КНДР генералом Ким Кёк Сик. В этом сообщении всего в несколько строк говорилось о переговорах союзников по укреплению дружеских отношений между вооружёнными силами двух стран.
В 2013 году обе страны также подписали протокол о развитии связей в области науки и техники, который предусматривает в том числе «обмен товарами».
Как прокомментировал российский историк и исследователь внешней политики КНДР профессор Андрей Ланьков, который преподает в Университете Кукмин в Южной Корее и бывал в КНДР:

Объем торговли "обычными товарами" между ними (КНДР и Кубой) пренебрежимо мал — Северная Корея не нуждается в кубинском сахаре, а Куба не стремится закупать большое количество сушёных кальмаров. …Куба даже не входит в первую десятку внешнеторговых партнёров КНДР, а огромное расстояние между этими странами делает морские перевозки слишком дорогостоящими
По поводу ареста корабля Chong Chon Gang, Ланьков полагает, что «этот инцидент будет забыт в течение 10 дней».
Согласно международному частному сыскному бюро IHS Jane, Chong Chon Gang является одним из пяти северо-корейских сухогрузов, которые с 2010 занимаются тайной перевозкой оружия. Идентифицировав Chong Chon Gang на снимках Google Earth, аналитики пришли к выводу, три последних рейса судно сделало в 2012 году в китайские порты Яньтай, Инкоу и Ляньюньган.

## Другие случаи контрабанды, связанные с КНДР
- В 2003 году 3743-тонное северокорейское грузовое судно Pong Su, следовавшее с грузом наркотиков, после нескольких дней погони было арестовано правительством Австралии у юго-восточного побережья этой страны. В 2006 году, через три года после задержания судна и его экипажа, пустой корабль был уничтожен с воздуха двумя истребителями Австралийских ВВС, в качестве знака предупреждения Пхеньяну. Годом раньше (2002) этот корабль делал остановку в Тартусе, где находится российская военно-морская база[16].
- 2007 году Пентагон сообщил, что согласно его наблюдениям, несколько подозрительных партий технологических материалов были отправлены из КНДР в Сирию. Этими материалами могли быть высококачественные металлы, которые могли использоваться как для создания ракет ПВО, так для твердотопливных ракет большой дальности[17].
- 13 июня 2011 эскадренный миноносец ВМФ США USS McCampbell перехватил Южно-Китайском море и остановил южнее Шанхая грузовой корабль MV Light, направлявшийся в Бирму под флагом Белиза и с северо-корейской командой на борту. Американские военные запросили разрешение подняться на борт судна для осмотра груза в связи с подозрением, что северо-корейский транспорт перевозит ракетные технологии. Однако получили отказ. После ещё нескольких дней движения по курсу MV Light всё же развернулся и, отслеживаемый самолетами-разведчиками и спутниками, вернулся в КНДР[18].